# Marguerite Lwoff
Marguerite Lwoff, de soltera Bourdaleix (1905-1979) fue una microbióloga y viróloga francesa Ph.D. conocida por sus estudios del metabolismo . Trabajó junto a su marido, André Lwoff durante toda su carrera, pero no recibió el Premio Nobel cuando él lo recibió en 1965.   

## Vida y obra
Marguerite Bourdaleix nació en Francia  y obtuvo su doctorado. en la Universidad de París . Se hizo conocida por su trabajo en biología y su especialización en fisiología de protozoos y su investigación centrada en factores de crecimiento y citología . 

En 1929, ella y su marido obtuvieron un laboratorio en el Instituto Pasteur de París. Según el Instituto Pasteur, su carrera comenzó con estudios de ciliados y continuó con importantes investigaciones sobre la Apostomatida . 
[Ella] ingresó al Instituto Pasteur como becaria en el servicio de protozoología dirigido por F. Mesnil . En colaboración con A. Lwoff y Ed. Chatton, trabajó en morfología, organización, ciclo de vida y taxonomía de protozoos ciliados unicelulares libres y parásitos. Su propia investigación se centró en la alimentación de algunos tripanosomidos flagelados en particular. Demostró así que la hematina, una sustancia química, podía sustituir a la sangre en la nutrición de Crithidia fasciculata . Esta observación ha jugado un papel importante en el desarrollo de los trabajos de A. y M. Lwoff sobre la naturaleza y el papel de los factores de crecimiento. Con A. Wolff, determinó la necesidad cuantitativa de un microorganismo de un determinado factor de crecimiento, la especificidad química de la sustancia requerida, los conceptos complementarios de metabolito esencial y pérdida del poder de síntesis. 
En el proceso de estudiar el metabolismo de Haemophilus, ella y su marido descubrieron el papel de una coenzima, la acogedoramasa . Marguerite Lwoff publicó su investigación en solitario en 1940 sobre el metabolismo de los tripanosomas, describiendo el papel de la hematina . Cuatro años más tarde, fue nombrada Jefa de Laboratorio del Instituto Pasteur. Aunque los investigadores de Lwoff, marido y mujer, continuaron trabajando juntos y publicaron sus resultados por separado y juntos, Andre comenzó a recibir cada vez más crédito y Marguerite pasó a ser descartada como simplemente una técnica.   Su marido recibió el Premio Nobel de Medicina en 1965. 

### Línea de tiempo
El trabajo de Marguerite Lwoff la llevó a muchas asignaciones y laboratorios durante su vida. 
- En 1933, en Heidelberg, Alemania, fue con A. Lwoff al Instituto Kaiser Wilhelm (ahora Instituto Max Planck ) para trabajar con Otto Meyerhof .
- 1936, Cambridge, Reino Unido, con A. Lwoff al laboratorio de David Keilin .
- 1939–1953 París, nombrado secretario del consejo editorial del Bulletin de l'Institut Pasteur .
- 1940, defendió su tesis doctoral en ciencias: Recherches sur le pouvoir de synthèse des flagellés trypanosomides . M. Caullery fue la presidenta del jurado de su tesis.
- 1944, nombrado jefe de laboratorio del Instituto Pasteur. Allí prosiguió sus investigaciones, por ejemplo con P. Nicolle, sobre la alimentación de Hematophogous reduviidae .
- 1954–1955, Pasadena, California con A. Lwoff, para trabajar en varios laboratorios, como los de Renato Dulbecco en Pasadena.
- 1955-1970, París, Instituto Pasteur, André y Marguerite Lwoff cambiaron su enfoque de investigación para estudiar los virus animales. Marguerite asumió la responsabilidad de los cultivos celulares en los que destacó el efecto de la temperatura en las diferentes etapas del ciclo de desarrollo del virus de la Polio . Ella "realizó el aislamiento de mutantes fríos y calientes y expresó reflexiones sobre el papel de la fiebre en la infección viral y sobre la naturaleza de las cepas virales atenuadas".
- 1970: Marguerite Lwoff se jubila.

## Publicaciones Seleccionadas
- Lwoff, M. (1929). Medio de cultivo para T. cruzi. Boletín de la Société de Pathologie Exotique, 22 (10).
- Lwoff, M. y Nicolle, P. (1944). Investigaciones sobre la nutrición de los hemofagos reducidos. IV. Alimentation de Triatoma infestans Klug à l'aide-de sérum de cheval. Acción de la glucosa. Boletín de la Société de Pathologie Exotique, 37 (1-2).
- Lwoff, M. (1951). La nutrición de flagelados parásitos (Trypanosomidae, Trichomonadinae). En Bioquímica y fisiología de los protozoos (págs. 129-176). Prensa académica.
- Lwoff, M. (1951). Nutrición de amebas parásitas. En Bioquímica y Fisiología de Protozoos (págs. 235-250). Prensa académica.